# Opnametechnicus
Een opnametechnicus of opnametechnica is een persoon die ervoor moet zorgen dat alles wordt opgenomen (geluid en/of beeld) tijdens een voorstelling. Dit gebeurt meestal bij toneelstukken, musicals en concerten.

## Taak
De taak van de opnametechnicus is het op band zetten van een voorstelling al dan niet met beeld. In dit hele proces zijn er drie fasen.

### Voorbereidende fase
De technicus brengt alles in gereedheid om de voorstelling op te nemen. Hij moet hierbij denken aan de akoestiek (waar plaatst hij zijn microfoons) en het zicht voor het publiek (leg de kabels tegen de muur). Hij moet ervoor zorgen dat elk gewenst geluid wordt opgenomen en elk ongewenst geluid, zoals rumoer in het publiek, tot een minimum gereduceerd wordt op de opname. Voor het geluid maakt hij gebruik van microfoons (ev. headsets) en boxen om het geluid tijdens de voorstelling tot bij het publiek te brengen. Voor het beeld maakt hij gebruik van camera's. Tijdens deze fase moet hij ervoor zorgen dat al deze materialen het zicht van de toeschouwer niet stoort.

### Uitvoerende fase
De technicus legt alles van de voorstelling vast in geluid en eventueel beeld. Hij doet dit elke voorstelling. Bij een professionele uitvoering verloopt dit normaal gesproken vlekkeloos omdat dit al vaak werd geoefend tijdens repetities. 

### Afwerkende fase
De technicus legt de opnames van elke voorstelling naast elkaar. Hij kiest bij elke scène of elk lied het beste beeld uit alle voorstellingen en zal dit gebruiken op de opname. Hij doet dit zo voor alle scènes of liederen. Wanneer hij dit heeft gedaan zal hij de video of cd branden, al dan niet in grote hoeveelheden om ze commercieel te verspreiden. Tijdens deze fase maakt hij vaak gebruik van video- en geluidsbewerkingssoftware.